# دو جی هان
دو جی هان (کره‌ای: 도지한؛ زادهٔ ۲۴ سپتامبر ۱۹۹۱) بازیگر اهل کره جنوبی است. او بیشتر به خاطر ایفای نقش مکمل در فیلم برج (۲۰۱۲) که به خاطر آن نامزدی جایزه بهترین بازیگر تازه‌کار در جوایز هنری بکسانگ را به دست آورد و مجموعه تلویزیونی شبکه کی‌بی‌اس۲ به نام هوارانگ: جوانان جنگجوی شاعر (۲۰۱۶–۲۰۱۷) شناخته می‌شود.

## فیلم‌شناسی

### مجموعه تلویزیونی
| سال  | عنوان                       | نقش                  | شبکه         | توضیحات   |
| ---- | --------------------------- | -------------------- | ------------ | --------- |
| ۲۰۰۹ | بازگشت ملکه                 | نا بونگ-هی (جوانی)   | کی‌بی‌اس۲      |           |
| ۲۰۰۹ | آیا کریسمس برف می‌بارد؟      | پارک جونگ-سوک        | اس‌بی‌اس       |           |
| ۲۰۱۰ | تاجر بزرگ                   | جونگ هونگ-سو (جوانی) | کی‌بی‌اس۱      |           |
| ۲۰۱۱ | مدرسه واقعی                 | دو جی-هان            | ام‌بی‌سی اوری۱ |           |
| ۲۰۱۲ | نمی‌تونم بدون تو زندگی کنم   | کو چی-دو             | ام‌بی‌سی       |           |
| ۲۰۱۳ | تجسم پول                    | کوان هیوک            | اس‌بی‌اس       |           |
| ۲۰۱۳ | بسکتبال                     | کانگ سان             | تی‌وی‌ان       |           |
| ۲۰۱۴ | خانم کفتار                  | جونگ چان-یونگ        | ناور تی‌وی    |           |
| ۲۰۱۵ | داستان‌های بزرگ              | اوه چان-یونگ         | تی‌وی چوسان   |           |
| ۲۰۱۶ | هوارانگ: جوانان جنگجوی شاعر | پارک بان-ریو         | کی‌بی‌اس۲      |           |
| ۲۰۱۷ | عاشقان در شکوفه             | چا ته-جین            | کی‌بی‌اس۱      |           |
| ۲۰۱۸ | شاهزاده صد روزه من          | دونگ-جو              | تی‌وی‌ان       | حضور ویژه |